# Хиљаду и једна ноћ (ТВ серија)
Хиљаду и једна ноћ (тур. Binbir gece) турска је телевизијска серија, снимана од 2006. до 2009.
У Србији је премијерно емитована 2010. на телевизијама Фокс и касније, Прва, као прва турска серија емитована у Србији.
Како је серија доживела огроман успех, Прва телевизија је, поводом последње епизоде, организовала долазак Халита Ергенча и Бегузар Корел у Београд, у специјалну уживо емисију 1002. ноћ. Програм су водили Срђан Карановић и Данијела Јанков (сада Бузуровић).

## Радња
Шехерезада Евлијаоглу је талентовани архитекта, запослена у великој грађевинској компанији Бинјапи чији су власници Онур Аксал и Керем Инџеоглу, а основали су је Онуров отац Мухсин и Керемов отац Ејуп. Обојица су успешни, богати и познати бизнисмени, али Онур, због лошег искуства у прошлости, потајно гаји бес и мржњу према женама.
Ипак, верује да је Шехерезада другачија од осталих, јер она плени лепотом, посвећена је послу и захваљујући њеном таленту компанија осваја престижну награду на такмичењу архитеката и добија изузетно важан и скуп пројекат у Дубаију.
У лепу Шехерезаду је потајно заљубљен и Керем, Онуров пословни партнер и најбољи пријатељ. Та чињеница ће нарушити пријатељство и унети доста тензије у њихов однос. Али Шехерезаду муче много већи проблеми. Њен син јединац болује од изузетно тешке болести, леукемије, и да би преживео потребна му је хитна операција која изискује много новца. Она очајнички покушава да обезбеди средства и једино је њен шеф, Онур, спреман да позајми новац. И то под једним условом - да проведе са њим једну ноћ.
Шехерезада је спремна да учини све како би спасила живот сину. Пристаје на Онурову понуду не говорећи му зашто јој је новац потребан. Након те ноћи Онур постаје опседнут Шехерезадом. Чини све да буде у њеној близини нудећи јој поново новац, овај пут већу своту. Шехерезада не пристаје и почиње да тражи други посао.
Онур је очајан, схвата да не може да живи без ње, а сазнаје и прави разлог због којег је пристала да спава са њим. Предузима све да јој докаже своју искрену љубав и спреман је на све да би је задржао.

## Улоге
| Глумац:                 | Улога:                |
| ----------------------- | --------------------- |
| Халит Ергенч            | Онур Аксал            |
| Бергузар Корел          | Шехерезада Евлијаоглу |
| Тарду Флордун           | Керем Инџеоглу        |
| Џејда Дувенџи           | Бену Атаман           |
| Томрис Инџер            | Надида Евлијаоглу     |
| Мерал Четинкаја         | Периде Аксал          |
| Метин Чекмез            | Бурхан Евлијаоглу     |
| Ергун Демир             | Али Кемал Евлијаоглу  |
| Јонџа Џевхер Јенел      | Фусун Евлијаоглу      |
| Јелиз Акаја             | Мелек Атаман          |
| Ефе Чинар               | Каан Евлијаоглу       |
| Мерт Фират              | Бурак Инџеоглу        |
| Барту Кучукчаглајан     | Гани Озчелик          |
| Мерих Ермакстар         | Мерт                  |
| Џанан Ергудер           | Еда Акинај            |
| Мелехат Абасова         | Михрибан              |
| Фејзан Чапа Гизем Гунеш | Букет Евлијаоглу      |
| Хазал Гурел             | Бурџу Евлијаоглу      |
| Сенур Ногајлар          | Фирдевс               |
| Ебру Ајкач              | Јасемин               |
| Севда Актолга           | Нурхајат              |
| Ајтач Езтуна            | Севал Инџеоглу        |
| Дујгу Четинкаја         | Сезен                 |